# Screven
Screven é uma cidade localizada no estado americano de Geórgia, no Condado de Wayne.

## Demografia
Segundo o censo americano de 2000, a sua população era de 702 habitantes.
Em 2006, foi estimada uma população de 769, um aumento de 67 (9.5%).

## Geografia
De acordo com o United States Census Bureau tem uma área de 5,6 km², dos quais 5,6 km² cobertos por terra e 0,0 km² cobertos por água.

## Localidades na vizinhança
O diagrama seguinte representa as localidades num raio de 32 km ao redor de Screven.